# Follina
Follina (Fuìna in veneto) è un comune italiano di 3 578 abitanti della provincia di Treviso in Veneto.
È un attivo centro turistico e culturale, grazie anche alla sua appartenenza al club dei Borghi più belli d'Italia, e dal 2021 si fregia del marchio di qualità turistico-ambientale della Bandiera arancione conferita dal Touring Club Italiano. È anche sede di attività industriali e artigianali.

## Geografia fisica
Il territorio di Follina, esteso per 24,08 km², si colloca nell'Alta Marca, più precisamente nel tratto finale della Vallata, il solco vallivo delimitato a nord dalle prealpi Bellunesi e a sud dalle colline trevigiane e percorso dal fiume Soligo, che proprio presso Follina piega verso sud nel Quartier del Piave per poi sfociare nel Piave.
Il capoluogo comunale dista 40 km da Treviso, 14 km da Valdobbiadene e 16 km da Vittorio Veneto, e si trova a un'altitudine di 220 m s.l.m.
Confina a nord con la provincia di Belluno (con il nuovo comune di Borgo Valbelluna), a est con Cison di Valmarino, a sud-est con Pieve di Soligo, a sud-ovest con Farra di Soligo e ad ovest con Miane.
Il comune è compreso nella DOCG delle Colline del Prosecco e fa parte dell'Unione montana Prealpi Trevigiane.

## Storia
La civiltà ha fatto la sua comparsa a Follina già in epoca preistorica (alcuni reperti risalgono a 120.000 anni fa), mentre dell'epoca romana sono i resti di un percorso che qualcuno ha identificato con la via Claudia Augusta Altinate.
Verso la metà del XII secolo si insediano a Follina i monaci cistercensi, ai quali si attribuisce l'introduzione dell'arte laniera nella Val Mareno, oltre alla costruzione dell'abbazia di Santa Maria, il cui chiostro fu completato nel 1268 dai monaci costruttori Arnaldo e Andrea e dai capomastri Zardino e Armano. Il toponimo del paese, "Follina", è appunto connesso alla follatura, ovvero alla lavorazione della lana, derivando etimologicamente dal verbo latino medievale *fullare. 
Nel 1436 la Repubblica veneta investe Brandolino III e il Gattamelata del Feudo di Valmareno; nel 1439 il Gattamelata cede la sua parte a Brandolino. Il feudo resterà ai Brandolini fino al 1797.
Attorno al 1680 Follina compie un salto di qualità dal punto di vista economico dovuto alla fondazione della manifattura del bresciano Francesco Fadda, che fu una delle prime in Italia a cimentarsi nell'imitazione dei tessuti inglesi e olandesi più fini e leggeri.
Sull'esperienza pilota del Fadda si innestano poi – verso il 1740 – i lanifici Tron e Stahl e più tardi quello del Col(l)es. Nelle fabbriche operano tecnici stranieri che consolidano la vocazione manifatturiera di Follina.
Nel 1797 cade la Repubblica di Venezia e Follina segue le sorti del Veneto, passando sotto il controllo dell'Arciducato d'Austria in virtù degli accordi previsti dal trattato di Campoformio.
Nel 1813 nasce a Follina, nel settecentesco palazzo nei pressi dell’Abbazia, Jacopo Bernardi, illustre letterato, ecclesiastico, pedagogista e patriota di idee liberali. In qualità di cappellano militare fu presente a Venezia nella restaurata Repubblica di San Marco durante l’assedio austriaco del 1848-49 e strinse amicizia con Daniele Manin, Angelo Mengaldo e Niccolò Tommaseo. Membro influente di importanti istituzioni caritatevoli, dopo una vita di studi e di insegnamento morì a Follina nel 1897. 
Il 30 dicembre 1819 la chiesa di Follina viene eretta a parrocchia, col titolo di chiesa arcipretale, per opera del vescovo cenedese Giovanni Benedetto Falier; fino ad allora era stata curazia dipendente da Valmareno. Il primo arciprete è don Giobatta Boteselle da Col San Martino, già curato dal 1818.
Nel 1865 viene fondata a Follina la prima società di mutuo soccorso e istruzione degli operai della provincia.
Verso la seconda metà del 1800 l'industria tessile di Follina viene colpita da una crisi irreversibile e nel 1891 nessun lanificio sarà più operante.
Il 9 novembre 1917 inizia l'anno di invasione nemica durante la Grande guerra; il paese sarà liberato solo il 29 ottobre 1918.
Durante il periodo dell’occupazione austroungarica si distinse la figura del padre servita Anacleto Milani, priore dell’Abbazia di Follina, eletto sindaco del paese. Egli si profuse nell’aiuto alla popolazione contro le angherie degli invasori, curando orfani, ammalati e derelitti. Alla fine della guerra si occupò inoltre degli imponenti restauri del complesso monastico cistercense, seriamente danneggiato dalle bombe, dall’incuria del tempo e dalle superfetazioni dei secoli, riportandolo all’antico splendore. I lavori di restauro si conclusero nel 1921.
Il 26 agosto 1944, nel contesto della lotta partigiana, si svolge il processo a Mario Min ed Eraclea Zanette, che vengono giustiziati. Pochi giorni dopo, ai primi di settembre, la piazza pubblica è testimone anche dell'esecuzione capitale di due partigiani (Marco Tempesta e Armando Fornasier) da parte dei tedeschi che, proseguendo il rastrellamento da Pieve di Soligo verso la Vallata, avevano da poco incendiato a Follina una ventina di case e 45 stalle.
Il 5 maggio 1968 si inaugura il nuovo municipio, su progetto dell'arch. Schiavetto di Conegliano. Negli anni ottanta invece viene completata la scuola media "Antonio Fogazzaro". Inoltre il comune acquista l'ex collegio "San Giuseppe", alienando il cinema e l'edificio del vecchio municipio, e vi costruisce il parco e gli impianti sportivi.
Tra gli anni novanta e gli anni duemila vengono costruiti la casa di riposo, l'auditorium e la biblioteca. Inoltre viene avviata un'intensa opera di riqualificazione urbana e infrastrutturale. Lo sviluppo produttivo è consistente e crea un numero elevato di posti di lavoro.
Nel decennio 2014-2024 la promozione turistica di Follina, dal 2017 membro dell’Associazione dei Borghi più belli d’Italia, raggiunge dimensioni nazionali e internazionali nel segno della cultura e della spiritualità. Il violinista Uto Ughi, protagonista di tanti memorabili concerti in Abbazia, nel 2015 è insignito delle Chiavi della Città di Follina. Nel 2016, nel corso delle celebrazioni nazionali per il centenario della Grande Guerra, con il patrocinio dalla Presidenza del Consiglio dei Ministri, sono realizzati i concerti Quartetti Ungarettiani e Il Galateo in Bosco, musiche di Mirco De Stefani, dedicati a Giuseppe Ungaretti e Andrea Zanzotto. Nel 2021, per le celebrazioni del settimo centenario della nascita di Dante Alighieri e del centenario della nascita di Andrea Zanzotto, sono eseguiti dall’ensemble polifonico Odhecaton il Canto XXXIII del Paradiso e Dove io vedo, composti da De Stefani. Nel 2022 Follina ospita la XXII Assemblea Nazionale dei Borghi più belli d’Italia, nel corso della quale l’ensemble Odhecaton esegue le Canzoni dal Monte Ventoso di De Stefani su testi di Francesco Petrarca. Con il patrocinio del Parlamento europeo, nel maggio 2024 Odhecaton esegue i Cori di Boezio, composti dallo stesso autore per i millecinquecento anni del De consolatione philosophiae di Severino Boezio, opera fondante la cultura europea.

### Simboli
Lo stemma e il gonfalone sono stati concessi con decreto del presidente della Repubblica del 6 ottobre 1953.
Il gonfalone è un drappo di azzurro.

## Monumenti e luoghi d'interesse

### Abbazia di Santa Maria
L'abbazia ha origini molto antiche: la sua prima citazione risale al 1127, quando un certo Bernardo di Follina vendette tre campi a un tale Arpone. Nel XII secolo questa fu gestita dai monaci cistercensi, che dipendevano dai monasteri di Chiaravalle e Cîteaux. Nel secolo successivo, grazie alle ricche donazioni, la basilica acquistò sempre più prestigio e potere, ma nel 1388 le lotte fra le famiglie degli Sforza e i Visconti contro il Regno di Francia, che si scontrarono con i monaci di Chiaravalle, portarono l'abbazia a un periodo di decadenza. Nel 1448 il governo chiese a papa Niccolò V la soppressione dell'ordine monastico, portando la chiesa a commenda. In seguito, grazie a Pietro Barbo, la chiesa passò ai benedettini, per poi essere nuovamente declassata a curazia nel 1771 dalla Serenissima, e i suoi beni trasferiti a Murano nella chiesa di Santo Stefano.

La struttura in gotico cistercense è uno dei migliori esempi nel Veneto. L'interno si sviluppa su tre navate complete di capriate in legno a vista, e conserva un affresco di Francesco da Milano raffigurante la Madonna col Bambino tra due santi e committente, nonché un pregevole Crocifisso ligneo di età barocca..

### Sacrario austro-ungarico
Follina, trovandosi vicina alla linea dal fronte della prima guerra mondiale, nel novembre del 1917 fu invasa dall'esercito austro-ungarico. L'allora collegio salesiano fu occupato e trasformato in ospedale militare d'appoggio al Feldspital 1505, che era stato allestito presso l'antico lanificio Andretta, poi casa di riposo di San Giuseppe, dove venivano ricoverati i feriti provenienti dalla prima linea che qui trovavano la morte conseguente alle gravi ferite da arma da fuoco. Questi venivano inumati nello spazio retrostante, che divenne cimitero militare.

Il luogo venne cintato e protetto da un muro e durante l'anno successivo vi furono sepolti 900 militari morti negli scontri di diverse nazionalità. Al termine del conflitto, alcune salme furono traslate e portate nei rispettivi luoghi d'origine; furono poste lapidi che potessero indicare i luoghi di sepoltura, diventando il luogo cimitero militare.

Nel 1943 si decise di trasferire le salme in altri cimiteri militari, ma dopo l'armistizio dell'8 settembre le operazioni furono improvvisamente sospese. La questione fu rivista nel 1970, quando un'ordinanza obbligava la chiusura del cimitero con il completo trasferimento dei militari in sacrari militari. Nel 2004, poiché vi erano inumate ancora molte salme, l'amministrazione comunale di Follina, con l'aiuto del locale gruppo Alpini, riesumò le salme di 78 militari, recuperò le lapidi e realizzò, con l'ausilio e il sostegno economico anche delle ditte locali, un monumento progettato da Paolo Portoghesi. Il 26 ottobre 2008 furono posti in urne funerarie i resti mortali di 50 militari italiani e di altrettanti austriaci.

### Chiesa di San Tomio
Sorge a nord-ovest del capoluogo e ha origini antiche: viene infatti citata in alcuni documenti riguardanti le chiese campestri dipendenti dall'Abbazia di Follina. L'edificio è in pessime condizioni: si presenta con una facciata intonacata di bianco con due monofore a mezzaluna. All'interno erano presenti un'acquasantiera del XIV secolo e vari arredi sacri, tutti trafugati. Restano solo due affreschi, di autore ed epoca incerta.

### Chiesetta di San Clemente
Il piccolo edificio sacro sorge a sud-est del capoluogo, in posizione sopraelevata. È di origine antica, infatti compare insieme alla chiesa di San Tomio in alcuni documenti risalenti al XII secolo. L'esterno dell'edificio è molto semplice, in stile tardo gotico rurale, con due monofore a mezzaluna sul lato sinistro. Il piccolo campanile a vela è datato 1631. All'interno è presente una pala d'altare datata 1628.

### Sorgente di Santa Scolastica
È situata a 150 metri a ovest dell'Abbazia, ed è un particolare esempio di sorgente carsica, in quanto l'acqua non proviene da una grotta ma da un grande lago sotterraneo, che in periodi di piena si scarica sulla strada che costeggia la sorgente. È considerata un luogo di vitale importanza per Follina, poiché l’acqua che da qui proviene alimentava tutti i lanifici del paese. Infatti quando si prosciugò, nel 1887 e nel 1987, fu una vera tragedia per Follina. Il problema si risolse miracolosamente quando la popolazione pregò la Madonna e l'acqua, dopo poco tempo, tornò a sgorgare copiosamente. Nella sorgente, nonostante i recenti lavori per la costruzione di una mini centrale idroelettrica, resiste una florida popolazione di gamberi della specie Austropotamobius pallipes, grazie alle acque incontaminate e particolarmente ossigenate.

## Società

### Evoluzione demografica
Abitanti censiti

### Etnie e minoranze straniere
Al 31 dicembre 2023 gli stranieri residenti nel comune erano 250, ovvero il 6,9% della popolazione. I gruppi più numerosi sono i seguenti:
1. Romania 59
2. Marocco 40
3. Macedonia del Nord 38
4. Albania 15
5. Senegal 14

### Lingue e dialetti
A Follina, oltre all'italiano, è parlato il veneto nella sua variante settentrionale, con marcate influenze bellunesi.

## Infrastrutture e trasporti
Follina è collegata principalmente con l'autostrada A27, il cui casello più prossimo è quello di Vittorio Veneto Nord, distante all'incirca 16 km.
Lo scalo ferroviario più vicino a Follina è sempre nel comune di Vittorio Veneto, ed è l'omonima stazione, sulla linea Ponte nelle Alpi-Conegliano.

## Amministrazione

### Sindaci dal 1995
| Periodo        | Periodo        | Primo cittadino | Partito         | Carica  | Note |
| -------------- | -------------- | --------------- | --------------- | ------- | ---- |
| 23 aprile 1995 | 13 giugno 1999 | Renzo Tonin     | Lista civica    | Sindaco |      |
| 13 giugno 1999 | 13 giugno 2004 | Renzo Tonin     | Centro sinistra | Sindaco |      |
| 13 giugno 2004 | 7 giugno 2009  | Marcello Tomasi | Lista civica    | Sindaco |      |
| 7 giugno 2009  | 25 maggio 2014 | Renzo Tonin     | Lista civica    | Sindaco |      |
| 25 maggio 2014 | 26 maggio 2019 | Mario Collet    | Lista civica    | Sindaco |      |
| 26 maggio 2019 | 10 giugno 2024 | Mario Collet    | Lista civica    | Sindaco |      |
| 10 giugno 2024 | in carica      | Paola Carniello | Lista civica    | Sindaco |      |

### Gemellaggi
- Wipfeld[senza fonte]